# Parafia Narodzenia Najświętszej Maryi Panny w Kormanicach
Parafia Narodzenia Najświętszej Maryi Panny w Kormanicach – parafia rzymskokatolicka znajdująca się w archidiecezji przemyskiej w dekanacie Kalwaria Pacławska.

## Historia
Kormanice były wzmiankowane już w 1407 roku. 9 października 1672 roku pod Kormanicami, polacy z Przemyśla pod wodzą franciszkanina o. Krystyna Szykowskiego stoczyli zwycięską bitwę z Tatarami.
18 października 1948 roku została ustanowiona ekspozytura, a na kościół parafialny zaadaptowano dawna cerkiew, z wydzielonego terytorium parafii Grochowce. W 1961 roku kościół otrzymał wezwanie Narodzenia najświętszej Maryi Panny.
Na terenie parafii jest 1700 wiernych (w tym: Kormanice – 356, Aksmanice – 209, Darowice – 162, Fredropol – 98, Kłokowice – 104, Koniusza – 11,  Os. Młodowice – 184, Młodowice – 265).

## Proboszczowie
- 1948–? – ks. Augustyn Gliwa (ekspozyt)[6]
- ?–? – ks. Ludwik Bolek (ekspozyt)[7]
- 1965–1974 – ks. Władysław Kopociński (ekspozyt)[8]
- 1974–1985 – ks. Michał Bodzioch[9][10]
- od 1995 – ks. Zbigniew Kołodziej

## Kościoły filialne

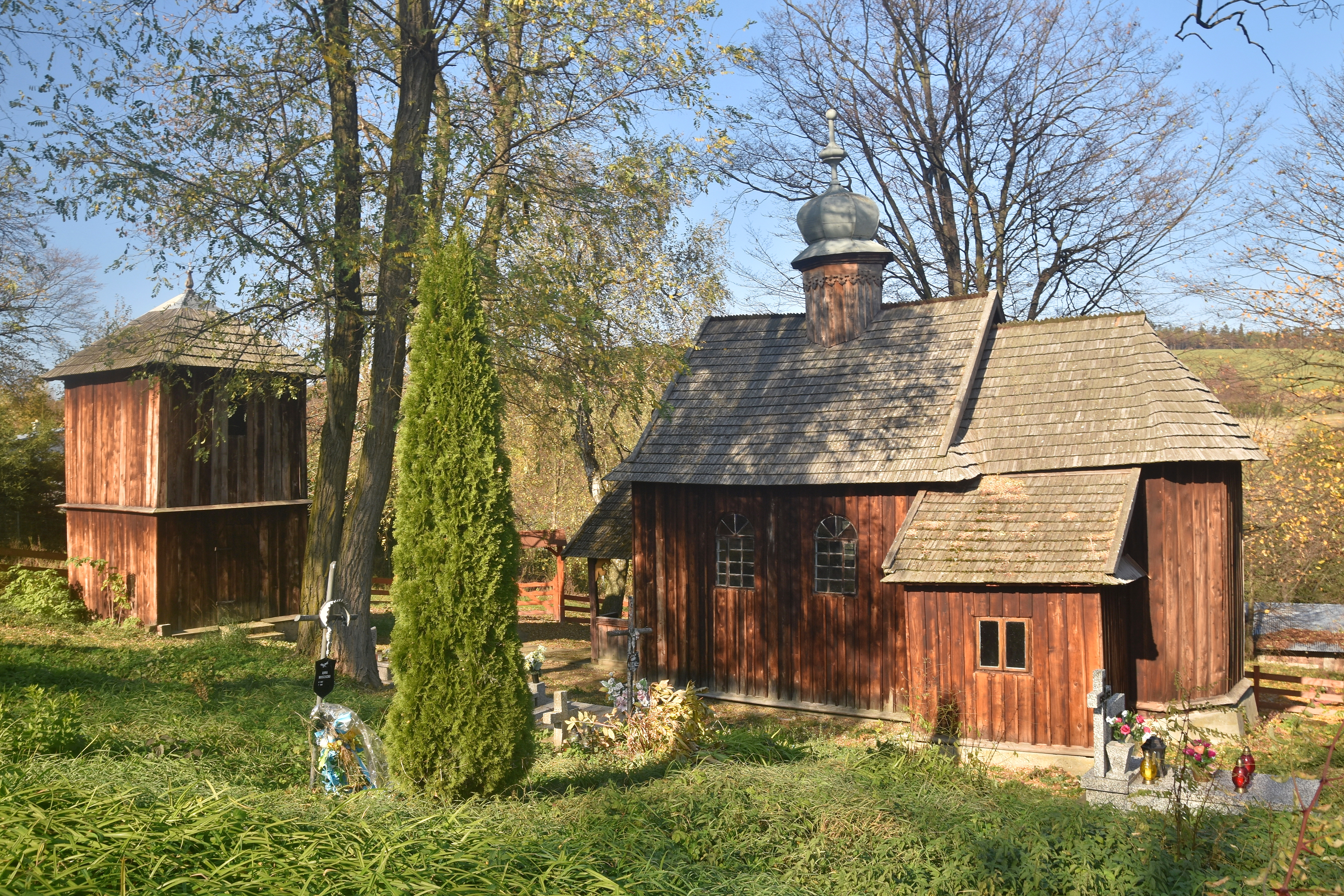
Kościół filialny w Koniuszy
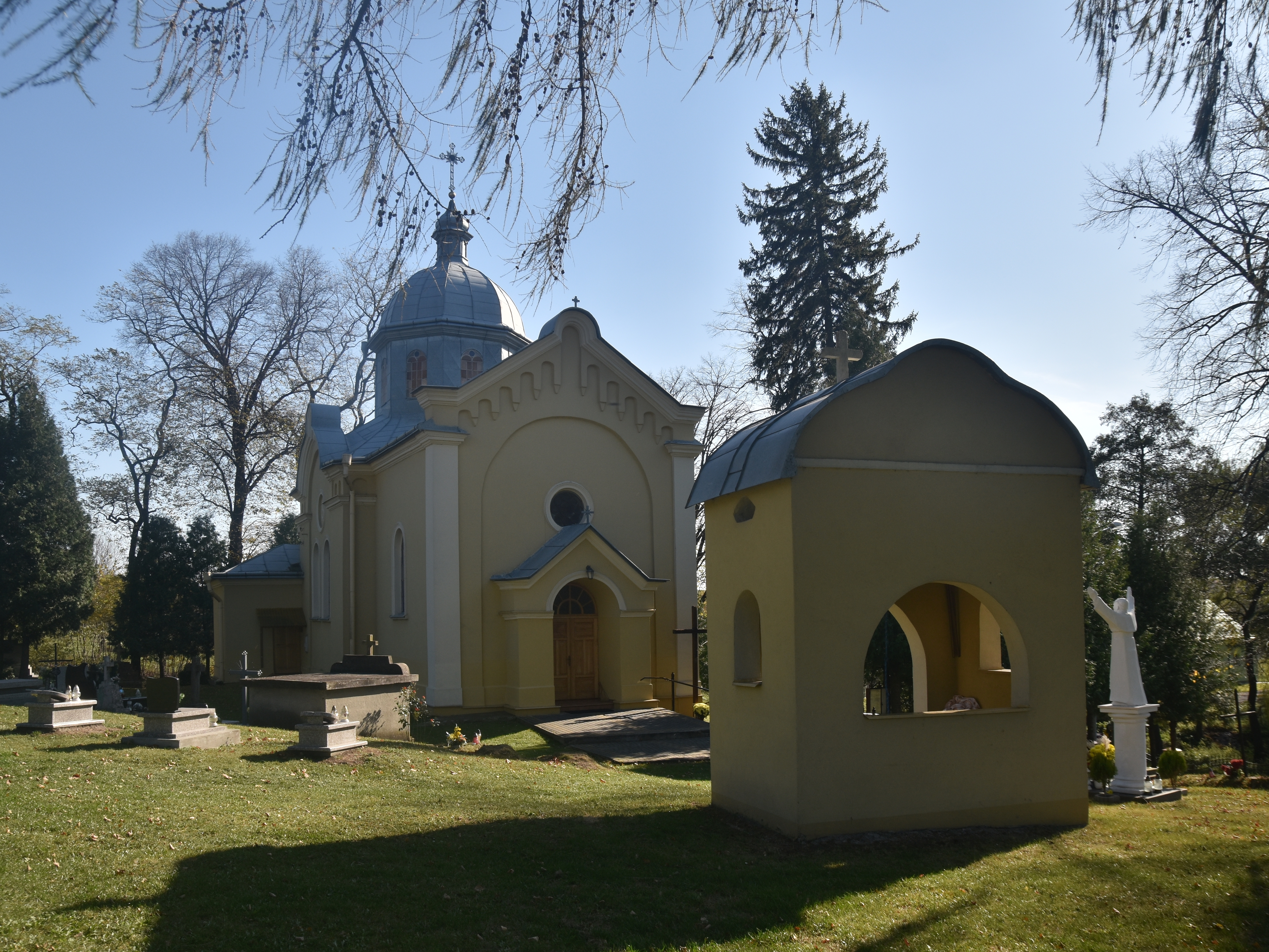
Kościół filialny w Darowicach